# Tiếng Caroline
Tiếng Caroline là một ngôn ngữ Nam Đảo được nói tại Quần đảo Bắc Mariana, nơi nó là một trong các ngôn ngữ chính thức cùng với tiếng Anh và tiếng Chamorro. Ngôn ngữ này chủ yếu được nói bởi người Caroline, tiếng Caroline có quan hệ gần gúi nhất với tiếng Satawal, tiếng Woleiai, và tiếng Puluwat. Tiếng Carolinian tương đồng đến 95% về từ vựng với tiếng Satawal, 88% với tiếng Woleai và Puluwat; 81% với tiếng Mortlock; 78% với tiếng Chuuk, 74% với tiếng Ulithian. Một điều tra năm 1990 ước tính số người sử dụng là 3.000. Tiếng Caroline còn được những người sử dụng bản địa biết đến với cái tên Refaluwasch. Bảng chữ cái tiếng Caroline gồm 31 chữ cái.

## Phân loại
Khối thịnh vượng chung Bắc Mariana chiếm một chuỗi 14 hòn đảo ở Thái Bình Dương, cách khoảng 1.300 dặm về phía đông nam của Nhật Bản. Tổng diện tích đất là 183.5 dặm vuông; một số hòn đảo không có dân. Hầu hết người Caroline sống trên Saipan, mặc dù là một hòn đảo rất nhỏ. Agrigan báo cáo là dân cư chỉ có những người Carolini nói tiếng Caroline.
Tiếng Caroline thường được gọi là tiếng Caroline Saipan, nó được sinh ra từ một số ngôn ngữ trong cụm phương ngữ Caroline, kết quả của hàng trăm năm di cư từ đảo san hô phía tây Caroline đến đảo Saipan phía Bắc của Saipan vào năm 1815. Được nói chủ yếu bởi người Caroline, tiếng Caroline là phương ngữ có liên quan chặt chẽ nhất với các ngôn ngữ Satawale, Wolea và Puluwate. Ngày nay, tiếng Caroline đang thay đổi nhanh chóng nhờ tiếng Anh - ngôn ngữ thống trị Micronesia kể từ Thế chiến II. Chỉ có một tỷ lệ nhỏ trẻ em Caroline còn lại trên Saipan có thể tự tin nói được dạng truyền thống của tiếng Caroline.

## Bảng Chữ Cái
Có 28 chữ cái vào năm 1977 và chúng được mở rộng thành 33 chữ cái vào năm 2004.
| Chữ Cái | Âm Vị  | Cách Đọc |
| ------- | ------ | -------- |
| a       | / a /  | aa       |
| á       | / æ /  | áá       |
| e       | / e /  | ee       |
| ė       | / ʌ /  | ėė       |
| i       | / i /  | ii       |
| o       | / o /  | oo       |
| ó       | / ɔ /  | óó       |
| u       | / u /  | uu       |
| ú       | / ɨɨ / | úú       |
| f       | / f /  | fii      |
| h       | / h /  | hii      |
| s       | / s /  | sii      |
| sch     | / ṣ /  | schii    |
| gh      | / x /  | ghii     |
| k       | / kk / | kkii     |
| l       | / l /  | lii      |
| m       | / m /  | mii      |
| mw      | / mw / | mwii     |
| n       | / n /  | nii      |
| ng      | / ŋ /  | ngii     |
| p       | / p /  | pii      |
| pw      | / pw / | pwii     |
| bw      | / bw / | bwii     |
| r       | / r /  | rii      |
| rh      | / ŗ /  | rhii     |
| tch     | / ç /  | tchii    |
| t       | / t /  | tii      |
| w       | / w /  | wii      |
| b       | / b /  | bii      |
| d       | / d /  | dii      |
| g       | / g /  | gii      |
| y       | / j /  | yii      |
| z       | / z /  | zii      |